# Nagórzyce
Nagórzyce (dawn. Nagorzyce) – południowa część miasta Tomaszowa Mazowieckiego w województwie łódzkim, w powiecie tomaszowskim. Jest to dzielnica o ekstremalnie peryferyjnym położeniu względem centrum miasta, u zbiegu ulic Nagórzyckiej i Starowiejskiej.

## Historia
Nagórzyce to dawna wieś, od 1867 w gminie Golesze w powiecie piotrkowskim w guberni piotrkowskiej Od 1919 w woj. łódzkim. Tam 16 września 1933 weszła w skład gromady o nazwie Nagorzyce w gminie Golesze, składającej się ze wsi, nadleśnictwa i gajówki Nagorzyce.
Podczas II wojny światowej Nagórzyce włączono do Generalnego Gubernatorstwa (dystrykt radomski, powiat Petrikau), nadal w gminie Golesze. W 1943 roku liczyły 623 mieszkańców.
Po wojnie ponownie w województwie łódzkim i powiecie piotrkowskim. W związku z reorganizacją administracji wiejskiej jesienią 1954, Nagórzyce weszły w skład nowej gromady Wiaderno, a po jej zniesieniu 1 lipca 1968 – do gromady Golesze.
Od 1 stycznia 1973 w nowo utworzonej gminie Tomaszów Mazowiecki w powiecie piotrkowskim. W latach 1975–1987 miejscowość należała administracyjnie do województwa piotrkowskiego.
1 stycznia 1988 Nagórzyce (539 ha) włączono do Tomaszowa Mazowieckiego.

## Turystyka
Na terenie dzielnicy znajdują się Groty Nagórzyckie.